# Emilio Malchiodi
Emilio Malchiodi, född 28 mars 1922, död 21 november 1997, var en argentinsk friidrottare. Han deltog vid olympiska sommarspelen 1948.